# エムティエ (オート＝ヴィエンヌ県)
エムティエ (Eymoutiers、オック語:Aimostier）は、フランス、ヌーヴェル＝アキテーヌ地域圏、オート＝ヴィエンヌ県のコミューン。

## 地理

県内におけるエムティエの位置

エムティエは、リムーザン地方の中心部、リモージュの南東49km、ヴィエンヌ川岸に位置する。コミューンはミルヴァシュ高原の西側出入り口にあたり、コレーズ県と県境を接しており、ミルヴァシュ・アン・リムーザン地域圏自然公園の一部となっている。
その標高は、コミューンのヌヴィック＝アンティエとビュジャルフとの境界線であるヴィエンヌ渓谷において305m、コレーズ県との県境付近で753mとなる。山の頂上は樹木が茂っている。山の麓では県境がコレーズ県のフレセイ村落の近くまで2kmの行程となる。
エムティエは地震活動帯1に入っている。
1881年、リモージュとエムティエ間の鉄道路線が開通した。ヴィエンヌ川に金属製の橋が架かり、ユセルまで鉄道路線が延長されるのは1883年である。現在、エムティエ-ヴァシヴィエール駅はリモージュとの区間で毎日8から9本、ユセルとの区間を毎日4本から5本の電車が往復する。冬季には、日曜日にピュイ＝ド＝ドーム県のモン＝ドール・スキー場まで電車が到達する。

## 歴史

### 創設者
6世紀にアイルランドで生まれた聖プサルメ（en）は、聖ブレンダンが教育係だった。静寂を求めて、彼らは船に乗って国を離れることにし、サントンジュの港に錨を下ろして福者レオンスに受け入れられた。そこで彼は非常に多くの奇跡を起こしたので、彼が得た評判は、静寂と隠遁生活を願う彼には有害だった。
彼はリムーザンに向かって出発し、まずエムティエ近くの人気のない場所に、その後鬱蒼と茂った森の中にあるグリジュアスに落ち着いた。オオカミが、彼の荷物を運んでいたロバを捕えて食べた。聖人は獰猛な生き物に、新たなロバに取り換えるよう命じた。プサルメは詩篇集全てを唱え、一晩中祈った。彼はヘビに飲み込まれた男を救い、目の見えない女に視界を取り戻させ、毒蛇に噛まれたアキテーヌ公の娘を毒から癒したり、他にも多くの奇跡を起こした。巡礼者たちがプサルメのもとに押しかけたので、彼は平安を取り戻すため、こうした奇跡を起こす力を自身から取り去るよう神に願い、その後630年頃の自らの死まで祈り続けた。
死後、彼はヴィエンヌ川のほとりに埋葬され、墓の上には小さな教会が修道院に提供されて建てられた。
『この修道院は丘のふもとにあった。Moutierは修道院そのものをいい、agentusの丘は"Ayen-Moutiers"という城のことである。丘の下の修道院が、"Aymoutiers"その後"Eymoutiers"につながった。』

### 小さな真の町
修道院の周辺には、住環境の拠点があった。そこはただちに、城を建てたリモージュ司教の封土となった（城は失われている）。1428年、エムティエの町は司教で封建領主のピエール3世・ド・モンブランから、解放の憲章を受け取った。司教と教会参事会は都市の裁判権を擁する領主であり続けた。エムティエの貴族、ブルジョワ、商人、住民そして農民は、司教と教会参事会から様々な特権と自由を獲得した。エムティエの執政官たちは、司法の権利を享受できなかった。彼らは町を壁、塔、堀で囲むことが許された。こうして自由で独立し、町は壁で囲まれた。
特別な地位のため、エムティエは1315年の聖職禄（fr）には登場しない。一方、1520年のリモージュ司教座の教区リストでは認識されている。ノートル・ダム教会、サン・ピエール・デュ・シャトー教会、ビュシー教会の3つ全てがオービュソンの大司祭に数えられ、エムティエの教会参事会に関連していた。これら教会は現在消え失せてしまっている。
1629年、ウルスラ会派小修道院が、フランソワ・ド・ラ・ファイエット師の要請でエムティエに建てられた。小修道院は少女たちの教育に専念していた。少年たちの教育に関しては、1778年にルイ・ド・プレシ・ダルジャントレ師による中学校建設がなされるまで、なかった。

### リムーザンの製革業の中心地
11世紀以降、製革業の同業者組合がエムティエで発展した。製造業者はタン皮（皮なめしに用いるカシワの樹皮粉末）、砕いたカシとクリの樹皮を用いて皮革を作っていた。この生業からエムティエ住民は、自らの呼称pelaudsを選んだ。pelaudsとは『皮をむく者』を意味している。この工芸は18世紀にピークに達した（1862年にエムティエの皮革工場が20あった）。それらはすべてヴィエンヌ川のほとりにあった。製革業者であるtanateurは、良質の原材料を供給する地元の大規模なウシの飼育や、乾燥後の皮を再び活性化させるための、石灰質成分のない純粋な水の恩恵を受けていた。皮は馬具店や靴屋で使われ、製品の残りはリムーザン中で販売された。ヤギや子ヤギのなめし皮は、リヨンやグルノーブル地域へ送られた。

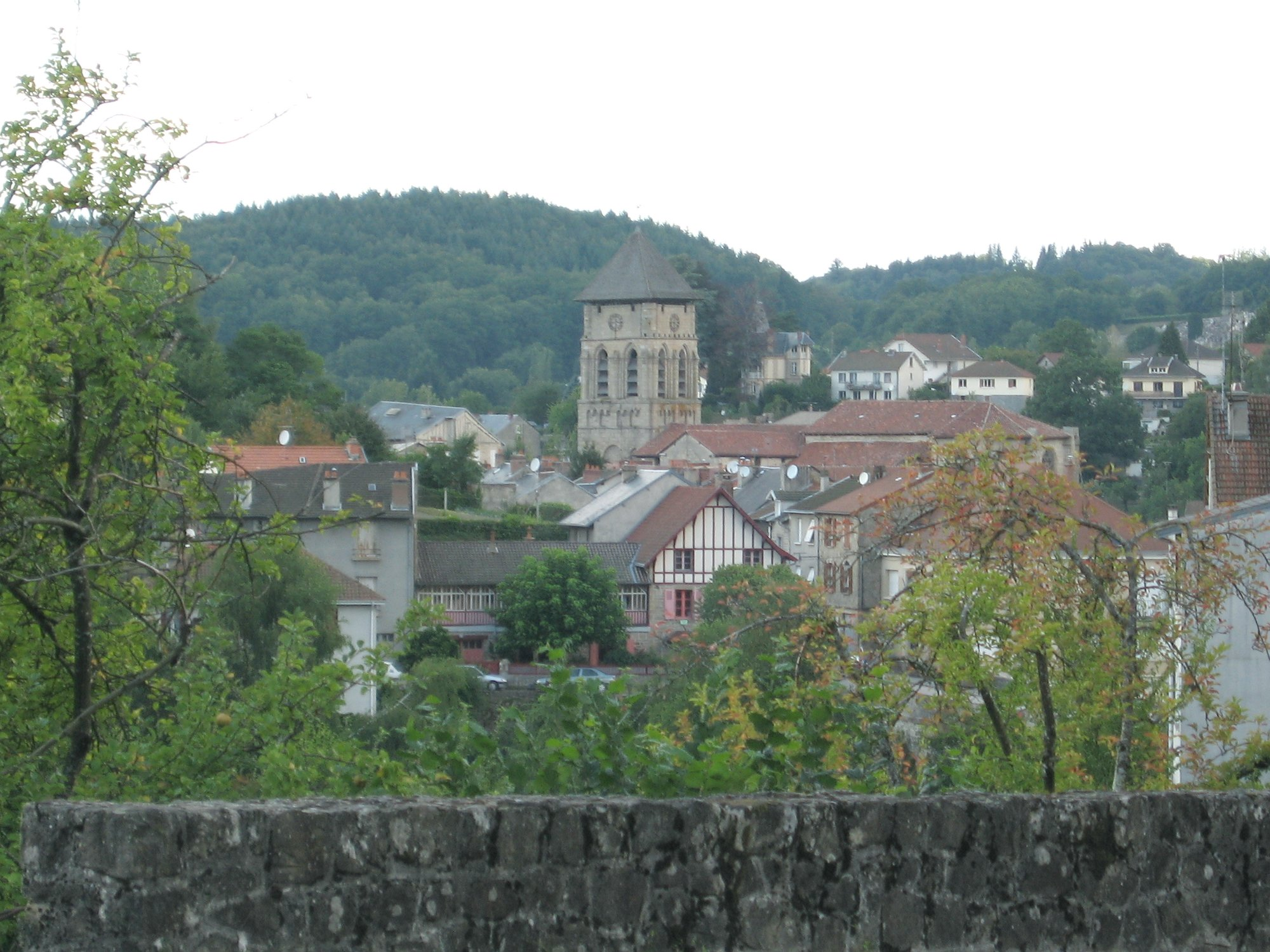
教会の鐘楼
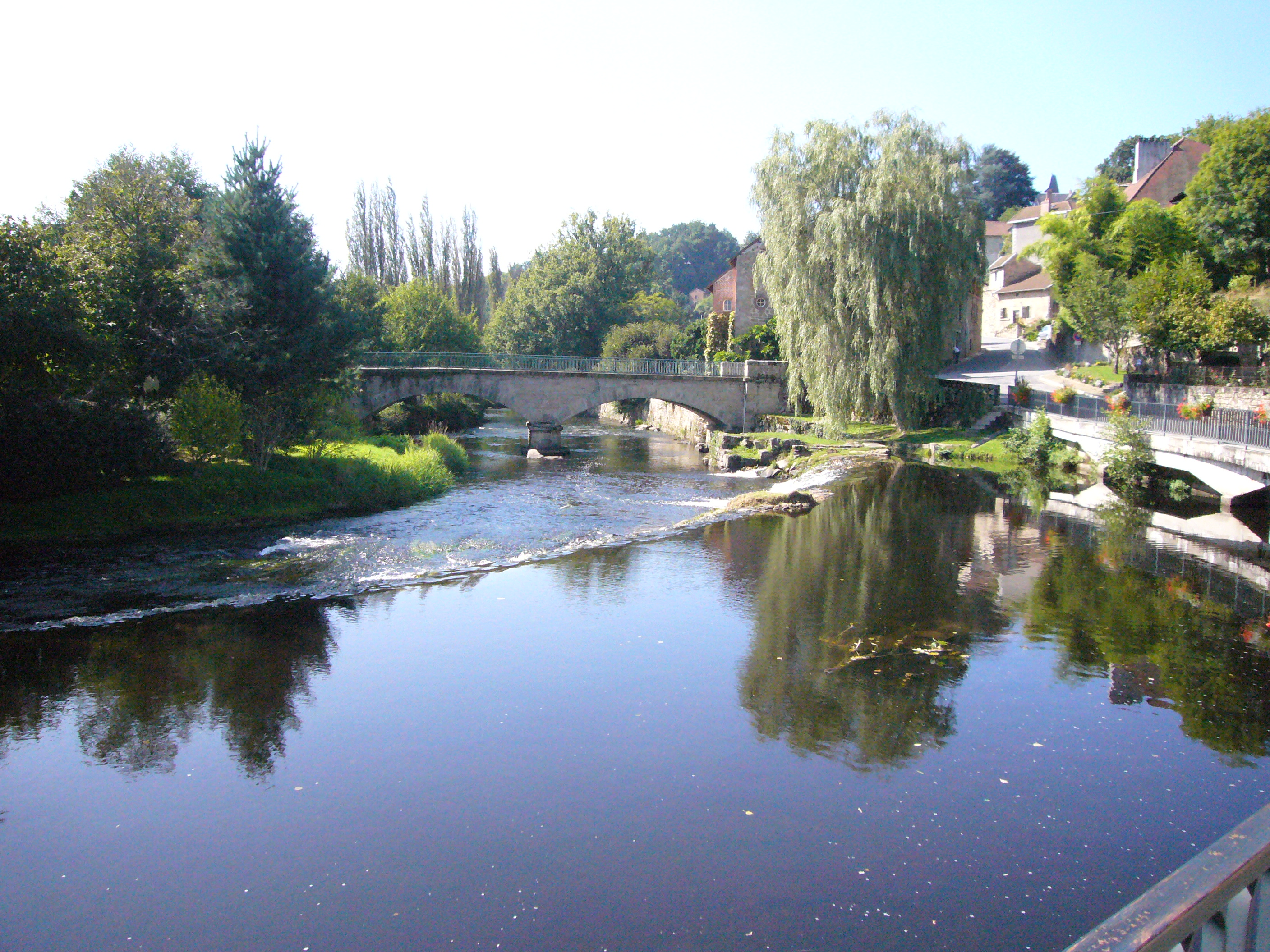
ヴィエンヌ川

皮なめし屋の住宅には、皮を乾燥させるための屋根裏部屋があった。しかしこうした屋根裏部屋の面積が不足していることがすぐに判明したので、町の多くの住宅に同じシステムを装備する必要があった。屋根裏部屋の一部は現在も残っており、古い住宅に特徴を与えている。ペラ橋の近くに樹皮工場が建てられた。そこでは革の処理に使われるタン皮を得るため、カシとクリの樹皮を粉砕していた。
17世紀、繁栄する製革業はかなりの人数の労働者を集めていた。エムティエの労働者たちであるtanadoursとcouréadoursは、すぐに兄弟会を組織した。この兄弟会は特に宗教的な使命を持ち、ミサを行い、同じ仕事をする困窮者や身体障がい者の世話をしていた。しかし、兄弟会の会員たちは、世俗と年間最大5回宴会を開く規約を忘れなかった。この厳しい仕事に対する正当な補償である。彼らはいつも水、塩、タン皮の中で手を使って働いた。冬に皮を開け放たれた屋根裏部屋で乾燥させると、住宅に充満した強い臭いは言うまでもなく、寒さが住宅に侵入した。

## 人口統計
2016年時点のコミューン人口は2061人で、2011年時点の人口より0.73%増加した。
| 1962年 | 1968年 | 1975年 | 1982年 | 1990年 | 1999年 | 2008年 | 2016年 |
| ------ | ------ | ------ | ------ | ------ | ------ | ------ | ------ |
| 3195   | 3108   | 2933   | 2635   | 2441   | 2115   | 2055   | 2061   |

参照元:1962年から1999年までは複数コミューンに住所登録をする者の重複分を除いたもの。それ以降は当該コミューンの人口統計によるもの。1999年までEHESS/Cassini、2006年以降INSEE

## 史跡
- サンテティエンヌ参事会教会 - ゴシック様式のクワイヤには15世紀のステンドグラス窓がある。歴史的記念物[9]
- エヤン塔 - 16世紀。歴史的記念物[10]
- 役場 - かつてのウルスラ会派修道院の建物を利用。歴史的記念物[11]
- 皮なめし屋の住宅 - 建設が15世紀にさかのぼることができる。歴史的記念物[12]
- ロマネ邸 - 歴史的記念物[13]

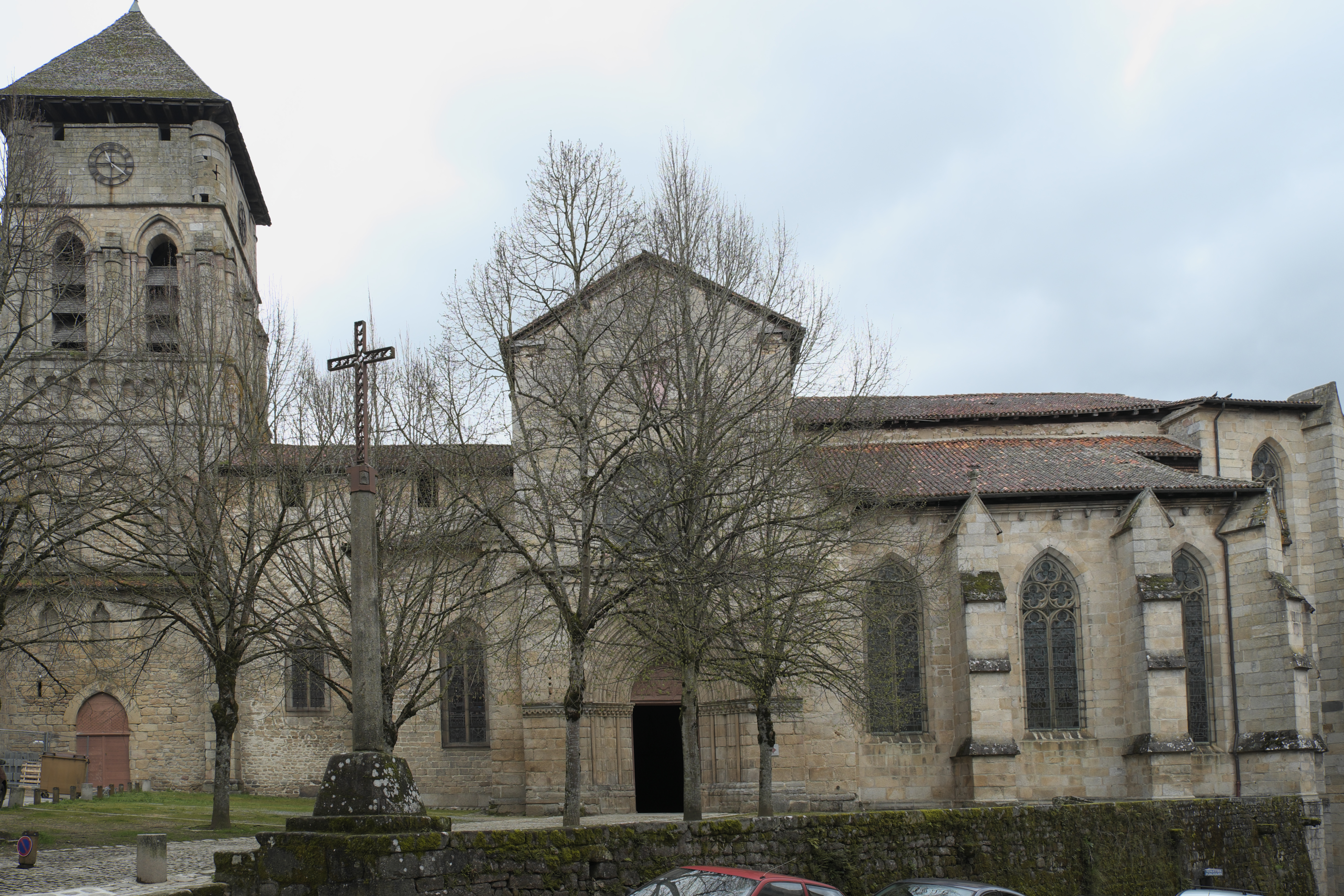
サンテティエンヌ参事会教会
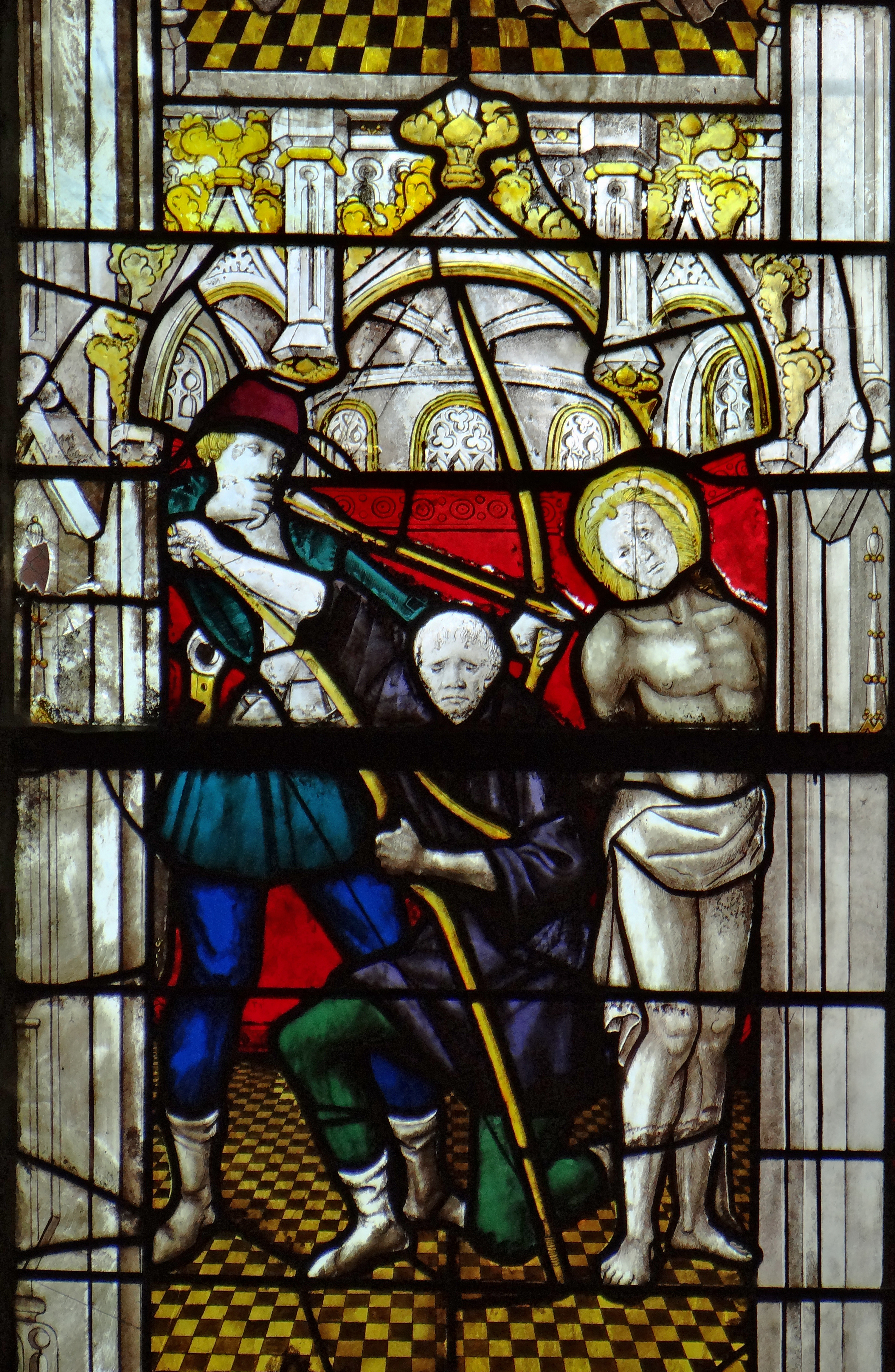
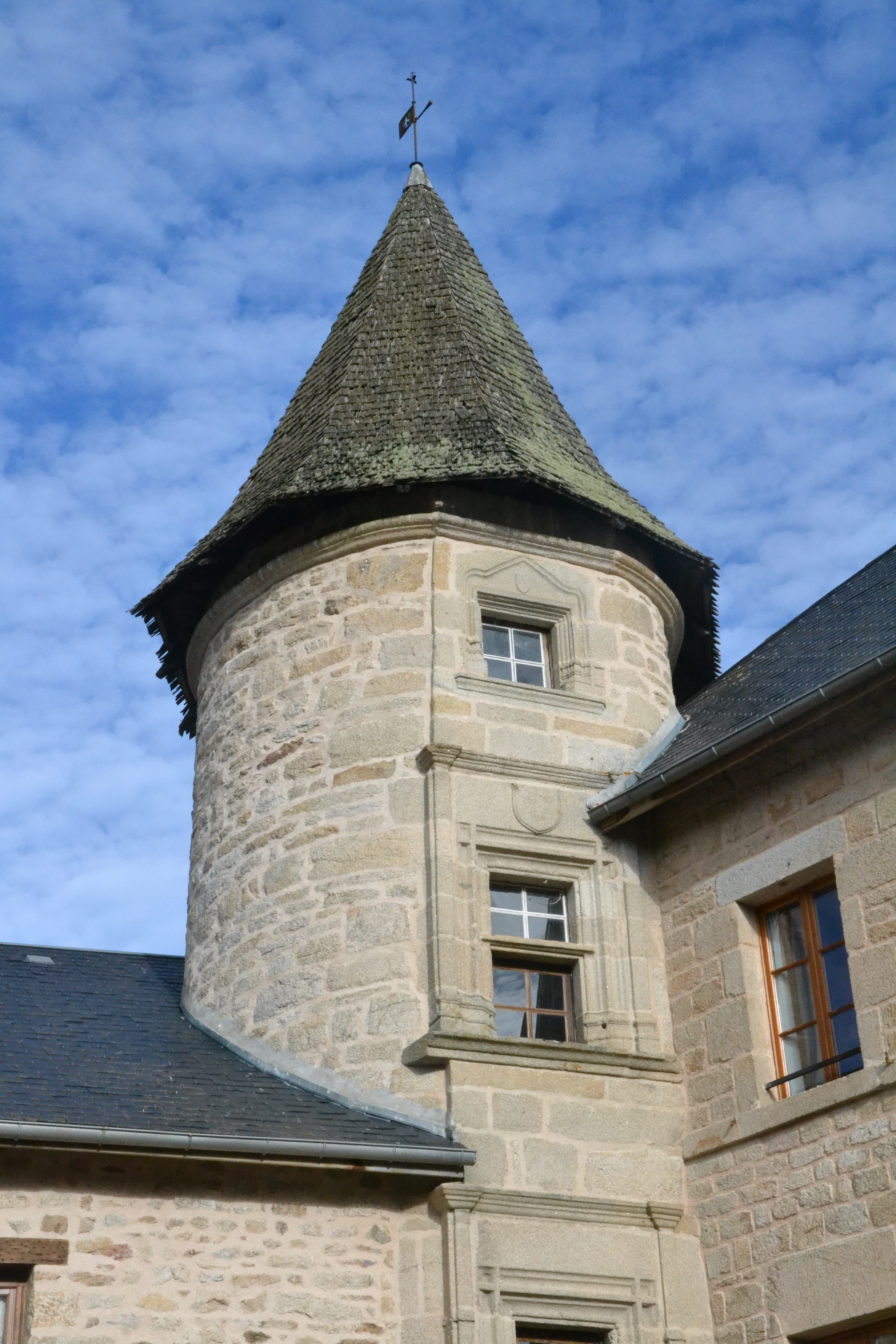
エヤン塔
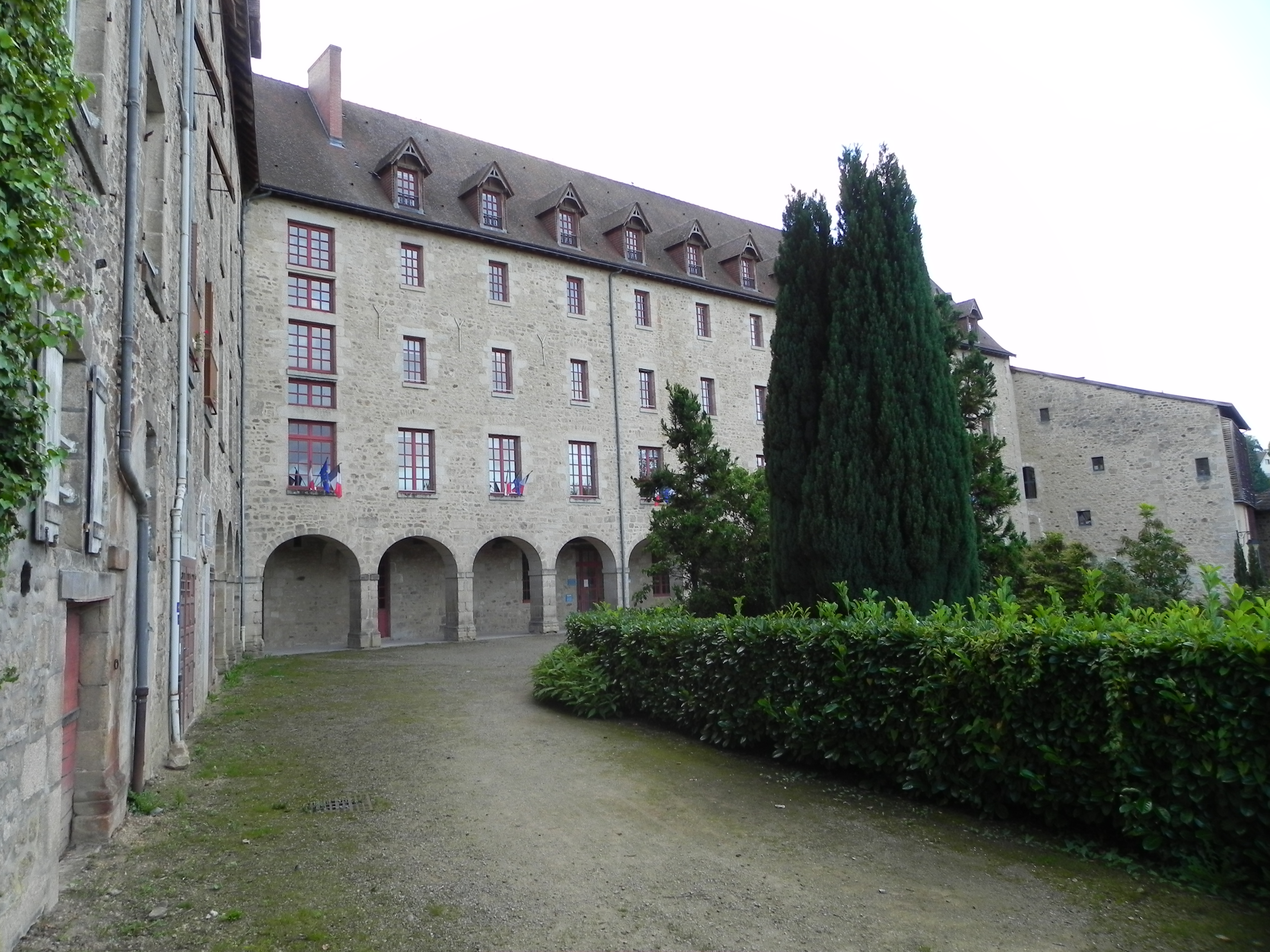
旧ウルスラ会派小修道院。現在の役場
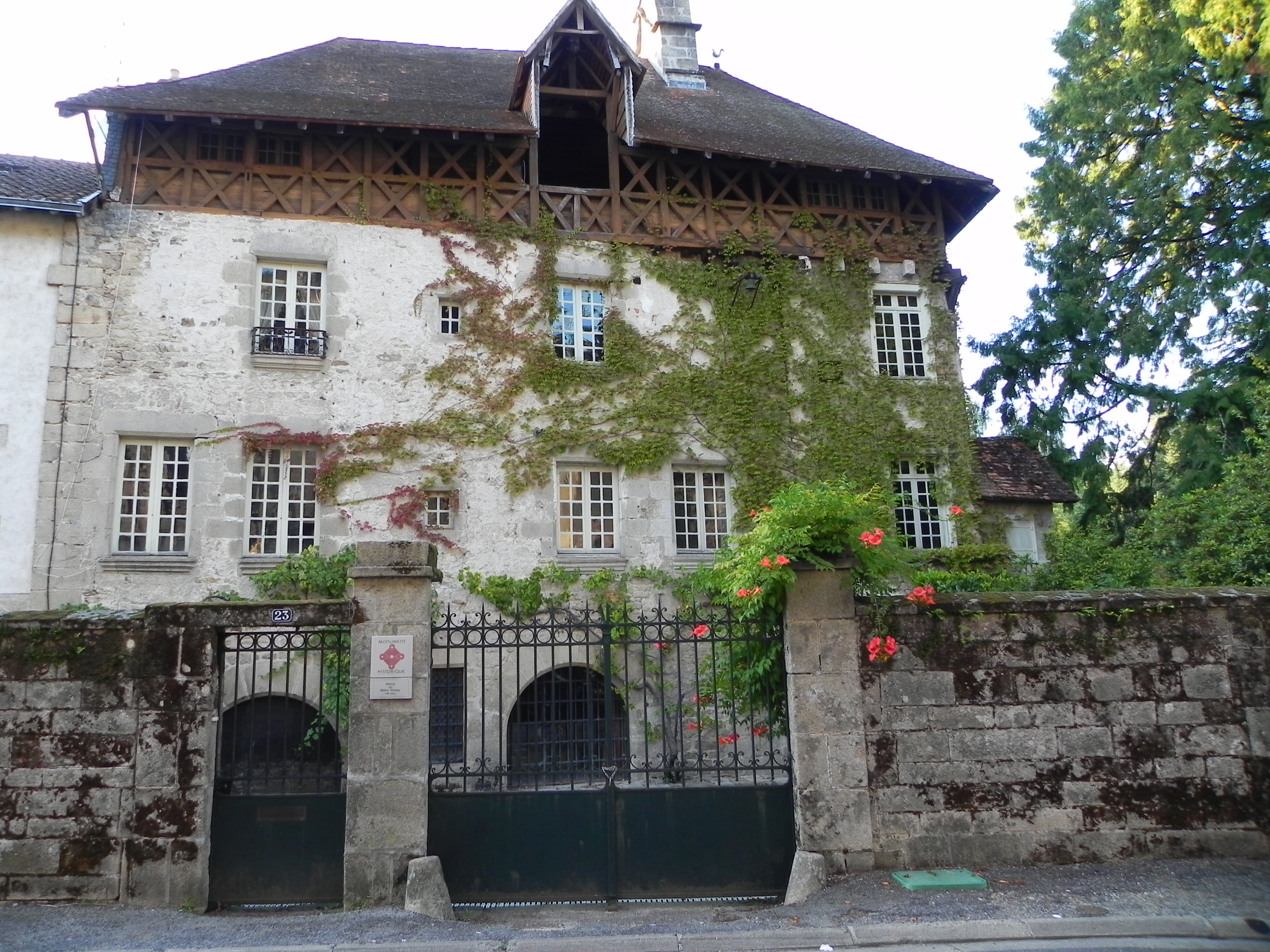
皮なめし屋の住宅。屋根裏部屋に換気口がある

## 姉妹都市
- ディーズペック、ドイツ
- サン・パンフィル、カナダ